# Dede-Iczotuj
Dede-Iczotuj (ros. Дэдэ-Ичётуй) – wieś (ułus) w Rosji, w Buriacji, w rejonie dżydińskim. W 2010 liczyła 1150 mieszkańców.